# Gnetum catasphaericum
Gnetum catasphaericum är en kärlväxtart som beskrevs av H.Shao. Gnetum catasphaericum ingår i släktet Gnetum och familjen Gnetaceae. Inga underarter finns listade i Catalogue of Life.